# Doubs, Doubs
Doubs là một xã trong vùng hành chính Franche-Comté, thuộc tỉnh Doubs, quận Pontarlier, tổng Pontarlier. Tọa độ địa lý của xã là 46° 55' vĩ độ bắc, 06° 21' kinh độ đông. Doubs nằm trên độ cao trung bình là 812 mét trên mực nước biển, có điểm thấp nhất là 795 mét và điểm cao nhất là 1052 mét. Xã có diện tích 8,94 km², dân số vào thời điểm 2006 là 2405 người; mật độ dân số là 269 người/km².

## Thông tin nhân khẩu
| 1962 | 1968 | 1975  | 1982  | 1990  | 1999  | 2006  |
| ---- | ---- | ----- | ----- | ----- | ----- | ----- |
| 623  | 789  | 1.049 | 1.267 | 1.677 | 2.266 | 2.405 |

## Địa điểm tham quan
Nhà thờ được xây năm 1869.